# Panfiłowo (rejon rybiński)
Panfiłowo (ros. Панфилово) – wieś (sieło) w Rosji, w obwodzie jarosławskim, w rejonie rybińskim. W 2010 liczyła 32 mieszkańców.